# Mona Lisa
Mona Lisa (La Gioconda hay La Joconde, Chân dung Lisa Gherardini, vợ của Francesco del Giocondo) là một bức chân dung thế kỷ 16 được vẽ bằng chất liệu sơn dầu trên một tấm gỗ dương tại Florence bởi Leonardo da Vinci trong thời kì Phục Hưng Ý. Tác phẩm thuộc sở hữu của Chính phủ Pháp và hiện được trưng bày tại bảo tàng Louvre ở Paris, Pháp với tên gọi Chân dung Lisa Gherardini, vợ của Francesco del Giocondo.
Bức tranh là một bức chân dung nửa người và thể hiện một phụ nữ có những nét thể hiện trên khuôn mặt thường được miêu tả là bí ẩn. Sự mơ hồ trong nét thể hiện của người mẫu, sự lạ thường của thành phần nửa khuôn mặt, và sự huyền ảo của các kiểu mẫu hình thức và không khí hư ảo là những tính chất mới lạ góp phần vào sức mê hoặc của bức tranh. Có lẽ nó là bức tranh nổi tiếng nhất từng bị đánh cắp và được thu hồi về bảo tàng Louvre. Ít tác phẩm nghệ thuật khác từng là chủ đề của nhiều sự chăm sóc kỹ lưỡng, nghiên cứu, thần thoại hoá và bắt chước tới như vậy. Một sự nghiên cứu và vẽ thử bằng chì than và graphite về Mona Lisa được cho là của Leonardo có trong Bộ sưu tập Hyde, tại Glens Falls, NY.

## Bối cảnh

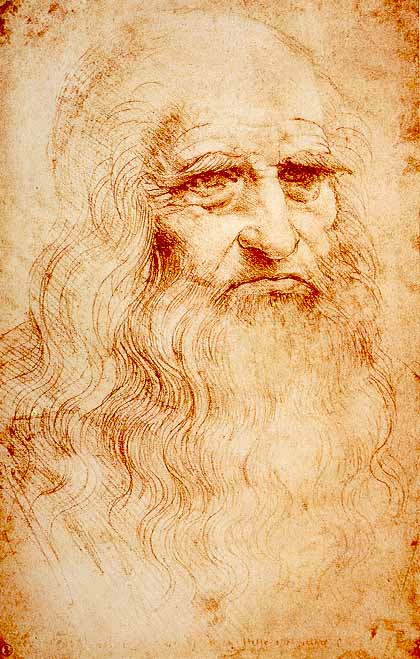
Tự hoạ của Leonardo da Vinci, vẽ bằng phấn đỏ trong khoảng 1512 và 1515

Da Vinci bắt đầu vẽ Mona Lisa vào khoảng năm 1503, trong Thời Phục hưng Ý và theo Vasari, "sau khi ông đã bỏ rơi nó trong bốn năm, không hoàn thành…." Ông được cho là đã tiếp tục bức vẽ trong ba năm sau khi đã rời sang Pháp và hoàn thành nó một thời gian ngắn trước khi mất năm 1519. Da Vinci đã mang bức tranh từ Ý tới Pháp năm 1516 khi Vua François I mời nghệ sĩ tới làm việc tại Clos Lucé gần lâu đài của nhà vua tại Amboise. Có thể nhất là qua những người thừa kế của trợ lý của da Vinci là Salai, nhà vua đã mua bức tranh với giá 4,000 écu và giữ nó tại Château Fontainebleau, nơi nó ở lại cho tới khi được trao cho Louis XIV. Louis XIV đưa bức tranh tới Cung điện Versailles. Sau cuộc Cách mạng Pháp, nó được đưa tới Louvre. Napoleon I chuyển nó tới phòng ngủ trong Cung điện Tuileries; sau đó nó quay trở lại Louvre. Trong  Chiến tranh Pháp-Phổ (1870–1871) nó được chuyển từ Louvre tới một nơi cất giấu nào đó tại Pháp.
Mãi tới giữa thế kỷ 19 Mona Lisa mới bắt đầu nổi tiếng khi các nghệ sĩ của phong trào Biểu tượng bắt đầu ca ngợi nó, và gắn nó với những ý tưởng của họ về sự bí ẩn của phụ nữ. Nhà phê bình Walter Pater, trong tiểu luận năm 1867 của mình về da Vinci, đã thể hiện quan điểm này bằng cách miêu tả nhân vật trong bức tranh như một kiểu hiện thân bí ẩn của nữ tính vĩnh cửu, người "già hơn những hòn đá mà bà ngồi lên" và người "đã chết nhiều lần và biết được những bí ẩn của nấm mồ." 

## Tên tranh và chủ thể
Mona Lisa là tên của Lisa del Giocondo, một thành viên của gia đình Gherardini tại Florence và Tuscany và là vợ của một thương nhân tơ lụa giàu có người Florence là Francesco del Giocondo. Bức tranh được đặt hàng cho ngôi nhà mới của họ và để kỷ niệm ngày sinh của đứa con trai thứ hai, Andrea.

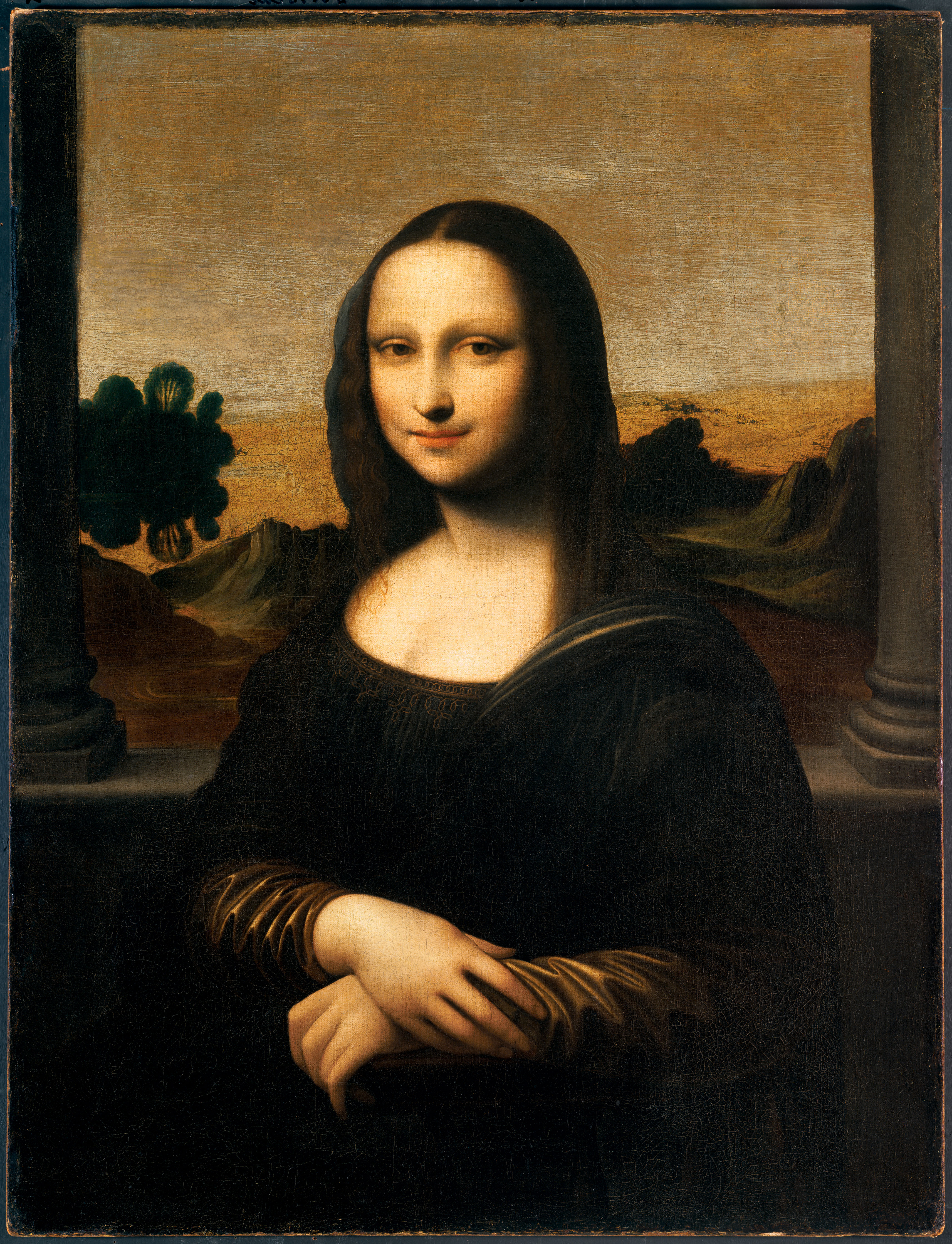
Bức họa được cho là bản Mona Lisa đầu tiên

Danh tính của người mẫu đã được xác định chắc chắn tại Đại học Heidelberg năm 2005 bởi một chuyên gia thư viện người đã khám phá ra một đoạn ghi chú năm 1503 ngoài lề một cuốn sách do Agostino Vespucci viết. Các học giả theo nhiều cách suy nghĩ, xác định ít nhất bốn bức tranh khác nhau là Mona Lisa và nhiều người là đối tượng của nó. Mẹ của Da Vinci, Caterina, trong một ký ức xa, Isabella của Naples hay Aragon, Cecilia Gallerani, Costanza d'Avalos—người cũng được gọi là "merry one" hay La Gioconda, Isabella d'Este, Pacifica Brandano hay Brandino, Isabela Gualanda, Caterina Sforza, tất cả đều đã được chính da Vinci đặt tên cho người mẫu. Danh tính nhân vật ngày nay được cho là Lisa, vốn luôn là một quan điểm truyền thống.

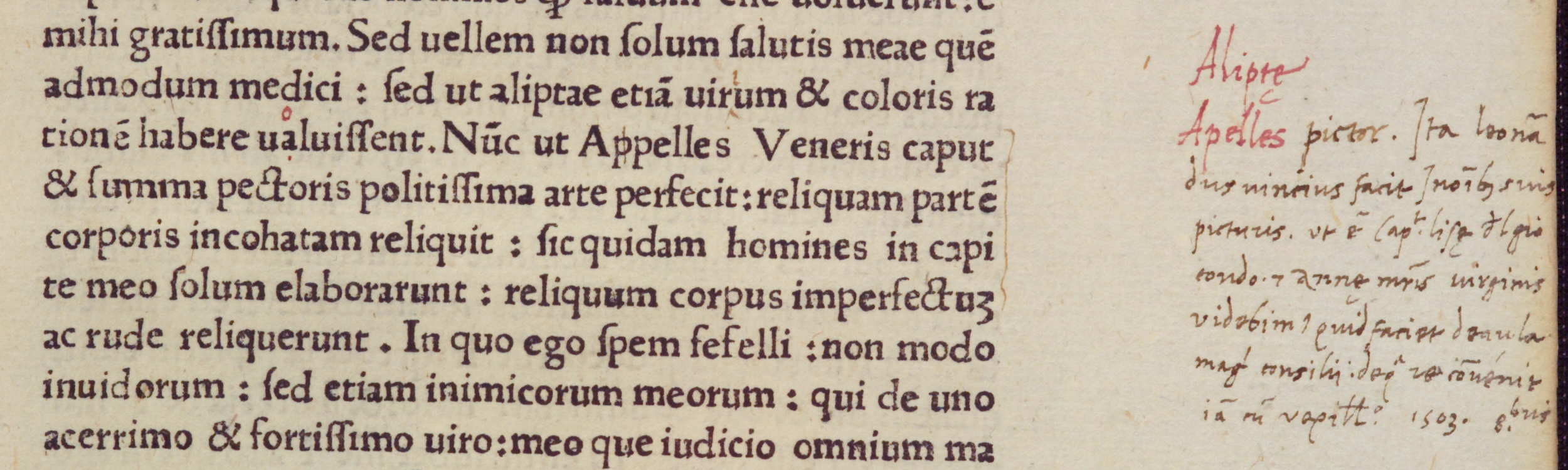
Một ghi chú ngoài lề trang sách của Agostino Vespucci từ tháng 10 năm 1503 trong một cuốn sách ở thư viện Đại học Heidelberg xác định Lisa del Giocondo là nguyên mẫu của Mona Lisa.

Tên bức tranh xuất phát từ một đoạn miêu tả của Giorgio Vasari trong cuốn tiểu sử da Vinci của ông xuất bản năm 1550, 31 năm sau khi nghệ sĩ qua đời. "Leonardo đã nhận vẽ, cho Francesco del Giocondo, bức chân dung Mona Lisa, vợ ông…." (một phiên bản trong tiếng Ý: Prese Lionardo a fare per Francesco del Giocondo il ritratto di mona Lisa sua moglie). Trong tiếng Italia, ma donna có nghĩa quý bà của tôi. Nó đã trở thành madonna, và cách viết gọn mona. Mona vì thế là một cách đề cập lịch sự, tương tự như Ma’am, Madam, hay my lady trong tiếng Anh. Trong tiếng Ý hiện đại, hình thức ngắn của madonna thường được đánh vần là Monna, vì thế cái tên thỉnh thoảng được đọc là Monna Lisa, hiếm trong tiếng Anh và phổ thông hơn trong các ngôn ngữ Romance như tiếng Pháp và tiếng Ý.
Khi ông mất năm 1525, trợ lý của da Vinci là Salai sở hữu bức tranh và gọi tên nó trong các giấy tờ riêng của mình là la Gioconda, nghệ sĩ đã di chúc để lại bức tranh này cho Salai. Theo nghĩa tiếng Italia là vui vẻ, hạnh phúc hay vui tươi, Gioconda là một tên hiệu của người mẫu, một sự chơi chữ theo hình thức giống cái của tên người chồng bà là Giocondo và tính tình của bà. Trong tiếng Pháp, cái tên La Joconde cũng có nghĩa kép như vậy.

## Đánh cắp và hư hại

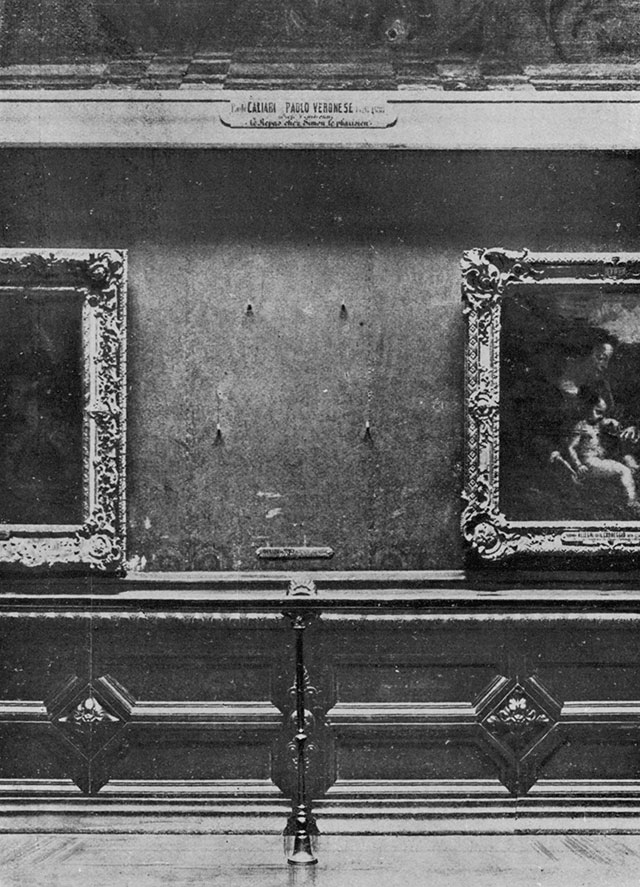
Bức tường trống tại Salon Carré (Phòng Vuông), Louvre

Bức hoạ Mona Lisa hiện được treo tại Bảo tàng Louvre ở Paris, Pháp. Danh tiếng ngày càng tăng của bức hoạ còn lớn thêm khi nó bị  đánh cắp vào ngày 21 tháng 8 năm 1911. Ngày hôm sau, Louis Béroud, một họa sĩ, đi vào Louvre và vào Salon Carré nơi bức tranh Mona Lisa đã được trưng bày trong 5 năm. Tuy nhiên, nơi bức tranh Mona Lisa đáng lẽ phải có ở đó, ông chỉ thấy bốn chiếc móc thép. Béroud liên hệ với người chỉ huy đội canh gác, ông này cho rằng bức tranh đang được đưa đi chụp ảnh hay cho các mục đích marketing. Vài giờ sau, Béroud kiểm tra lại với người chịu trách nhiệm khu vực đó của bảo tàng và sự việc được xác nhận rằng bức tranh Mona Lisa không ở chỗ những nhà nhiếp ảnh. Bảo tàng Louvre bị đóng cửa một tuần để trợ giúp việc điều tra vụ trộm.
Nhà thơ Pháp Guillaume Apollinaire, người từng một lần kêu gọi "đốt cháy" Louvre bị nghi ngờ; ông đã bị bắt và tống giam. Apollinaire đã tìm cách làm dính líu tới người bạn của mình là họa sĩ Pablo Picasso, người cũng bị đưa tới thẩm vấn, nhưng cả hai người sau này đều được chứng minh là không có liên quan.
Ở thời điểm đó, bức tranh được cho là đã mất tích vĩnh viễn, và phải mất hai năm trước khi kẻ trộm thực sự bị phát hiện. Nhân viên bảo tàng Louvre Vincenzo Peruggia đã lấy trộm nó bằng cách xâm nhập toà nhà trong những giờ mở cửa, trốn trong một phòng để đồ và lấy trộm bức tranh rồi giấu nó trong áo khoác đi ra ngoài khi bảo tàng đã đóng cửa. Peruggia là một người Italia yêu nước và ông tin rằng bức tranh của Leonardo da Vinci phải được đưa quay trở lại trưng bày trong một bảo tàng của Italia. Peruggia cũng có thể có động cơ bởi một người bạn, người bán những bức tranh chép của tác phẩm này, việc mất tranh gốc sẽ làm những bức tranh chép tăng giá vùn vụt. Sau khi đã giữ bức tranh trong căn hộ của mình trong hai năm, Peruggia trở nên mất kiên nhẫn và cuối cùng bị bắt khi tìm cách bán nó cho những vị giám đốc của Uffizi Gallery ở Florence; bức tranh được trưng bày trên khắp Italia và được trao trả về Louvre năm 1913. Peruggia được ca ngợi về lòng yêu nước ở Italia và chỉ bị tù vài tháng về tội này.
Trong Chiến Tranh Thế Giới thứ hai, bức tranh một lần nữa bị đưa khỏi Louvre và mang tới nơi an toàn, ban đầu là Château d'Amboise, sau đó là Loc-Dieu Abbey và cuối cùng tới Bảo tàng Ingres ở Montauban. Năm 1956, phần dưới của bức tranh đã bị hư hại nghiêm trọng khi một kẻ phá hoại hắt axít vào nó. Ngày 30 tháng 12 cùng năm ấy, một người Bolivia trẻ tuổi tên là Ugo Ungaza Villegas đã phá hoại bức tranh bằng cách ném một hòn đá vào nó. Việc này khiến bức tranh mất một mẩu màu gần khuỷu tay trái, chỗ này sau đó đã được vẽ lại.
Kính chống đạn đã được dùng để bảo vệ bức hoạ Mona Lisa sau những cuộc tấn công sau đó. Tháng 4 năm 1974, một phụ nữ tàn tật, bực tức vì chính sách của bảo tàng với người tàn tật, đã phun sơn đỏ vào bức tranh khi nó đang được trưng bày tại Bảo tàng Quốc gia Tokyo. Ngày 2 tháng 8 năm 2009, một phụ nữ Nga, quẫn trí vì bị từ chối trao quyền công dân Pháp, đã ném một chiếc cốc hay chén trà bằng đất nung, mua tại bảo tàng vào bức tranh ở Louvre, làm vỡ mặt kính. Ở cả hai trường hợp trên, bức tranh đều không bị hư hại.

## Bảo tồn
Bức tranh Mona Lisa đã tồn tại trong hơn 500 năm, và một hội đồng quốc tế nhóm họp năm 1952 đã lưu ý rằng "bức tranh đang ở một tình trạng bảo tồn tốt." Điều này một phần nhờ kết quả của nhiều biện pháp bảo tồn đã được áp dụng với bức tranh. Một cuộc phân tích chi tiết năm 1933 bởi Madame de Gironde cho thấy những nhà bảo tồn ở giai đoạn đầu đã "hành động với sự cẩn trọng lớn." Tuy thế, việc sử dụng véc ni được làm cho bức tranh đã làm nó tối đi thậm chí ngay từ cuối thế kỷ 16, và một cuộc vệ sinh và tái phủ véc ni quá tay năm 1809 đã làm mất một số thành phần trên cùng của lớp sơn, khiến một số phần sơn trên mặt nhân vật bị tẩy mất. Dù có những cuộc xử lý như vậy, Mona Lisa đã được bảo tồn tốt trong suốt lịch sử, và mặc dù sự cong vênh của tấm panel khiến những người quản lý có "một số lo lắng", đội bảo tồn năm 2004-05 vẫn lạc quan về tương lai của tác phẩm.

#### Tấm gỗ dương
Ở một số thời điểm trong lịch sử của mình, bức hoạ Mona Lisa đã bị tháo khỏi khung nguyên thủy. Tấm gỗ dương tự nhiên được để cho cong tự nhiên theo thay đổi về độ ẩm, và vì thế, một vết nứt đã bắt đầu phát triển ở gần đỉnh tấm. Vết nứt đã mở rộng xuống đường tóc của nhân vật. Ở giữa thế kỷ 18 và đầu thế kỷ 19, một số người đã tìm cách làm ổn định vết nứt bằng cách lắp hai thanh gỗ óc chó hình bướm vào phía sau tấm ở độ sâu khoảng 1/3 tấm. Công việc này đã được thực hiện một cách có tay nghề, và đã thành công trong việc ổn định vết nứt. Trong một khoảng thời gian từ năm 1888 tới năm 1905, hay có lẽ ở một thời điểm nào đó khi bức tranh bị lấy cắp, thanh gỗ phía trên đã rơi ra. Một nhà bảo tồn sau đó đã dán và bồi đoạn rỗng và vết nứt bằng vải. Khung gỗ sồi co giãn (được thêm vào năm 1951) và các thanh chéo (1970) giúp tấm gỗ không bị cong thêm nữa. Một thanh hình cánh bướm giúp tấm gỗ không nứt thêm nữa.
Bức tranh hiện được giữ ở những điều kiện không khí được kiểm soát chặt chẽ trong hộp kính chống đạn. Độ ẩm được duy trì ở mức 50% ±10%, và nhiệt độ được duy trì trong khoảng 18 tới 21 °C. Để bù trừ cho những sự thay đổi do độ ẩm, hộp được bổ sung thêm một đệm bằng silica gel được xử lý để cung cấp 55% độ ẩm tương đối.

#### Khung
Bởi cục gỗ dương của bức tranh Mona Lisa nở ra và co lại theo thay đổi độ ẩm, bức tranh đã bị cong một chút. Để bù cho sự cong vênh mà bức tranh phải trải qua trong thời gian lưu trữ trong Thế chiến II, và để chuẩn bị cho việc trưng bày bức tranh để kỷ niệm ngày sinh lần thứ 500 của Da Vinci, bức hoạ Mona Lisa năm 1951 được lắp một khung gỗ sồi co giãn với các tấm chéo gỗ sồi. Khung co giãn này, được dùng thêm cho khung trang trí được miêu tả phía dưới, tạo áp lực trên tấm gỗ để giữ nó không cong vênh thêm nữa. Năm 1970, các thanh chéo gỗ sồi được đổi thành gỗ thích sau khi mọi người phát hiện ra rằng gỗ sồi dễ bị côn trùng làm hư hại. Năm 2004-2005, một đội nghiên cứu và bảo tồn đã thay thế các thanh gỗ thích bằng gỗ ngô đồng, và một thanh chéo kim loại nữa được thêm vào để đo độ cong của tấm gỗ dương một cách khoa học.
Bức hoạ Mona Lisa đã từng có nhiều khung trang trí trong lịch sử tồn tại của mình, tuỳ theo những thay đổi trong phong cách thẩm mĩ trong nhiều thế kỷ. Năm 1906, nữ bá tước Béarn đã lắp cho bức tranh chiếc khung hiện thời, một chiếc khung thời Phục hưng thích hợp với giai đoạn lịch sử của bức hoạ. Các cạnh của bức tranh ít nhất đã bị cắt bớt một lần trong lịch sử tồn tại của nó để được lắp vừa vào trong những chiếc khung, nhưng không phần nào của lớp sơn nguyên bản bị cắt đi.

#### Vệ sinh và sửa

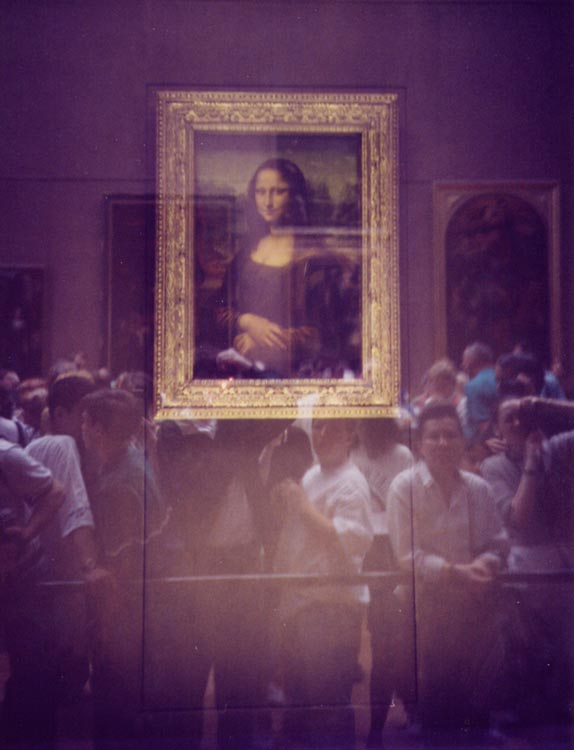
Khách tới thăm bảo tàng ngắm bức Mona Lisa qua lớp kính an ninh (trước khi bị bỏ đi năm 2005)

Cuộc vệ sinh, phun véc ni lại và sửa chữa lớn đầu tiên được ghi lại với bức hoạ Mona Lisa diễn ra năm 1809, công việc được Jean-Marie Hooghstoel tiến hành, ông chịu trách nhiệm việc khôi phục các bức tranh cho các phòng tranh của Bảo tàng Napoléon. Công việc gồm làm vệ sinh bằng cồn, sửa lại màu, và phun lại véc ni cho bức tranh. Năm 1906, nhà bảo tồn của Louvre là Eugène Denizard đã thực hiện việc sửa lại màu nước trên những khu vực lớp sơn bị hư hại bởi vết nứt của tấm gỗ dương. Denizard cũng sửa lại các cạnh của bức tranh bằng véc ni, để che đi những phần từng trước kia từng bị che khuất bởi một chiếc khung cũ. Năm 1913, khi bức tranh tái xuất hiện sau khi bị ăn trộm, Denizard một lần nữa được triệu tới để sửa chữa bức Mona Lisa. Denizard được chỉ đạo làm vệ sinh bức tranh nhưng không được dùng dung môi, và thực hiện việc sửa chữa nhỏ với nhiều vết xây xát trên màu nước. Năm 1952, lớp véc ni trên hậu cảnh bức tranh bị phẳng ra. Sau vụ tấn công thứ hai năm 1956, nhà bảo tồn Jean-Gabriel Goulinat được triệu tập để sửa chữa những hư hại ở khuỷu tay trái của Mona Lisa bằng màu nước.
Năm 1977, một sự hư hại do côn trùng mới được phát hiện phía sau tấm gỗ vì việc lắp đặt những thanh chéo để giữ bức tranh không bị cong. Hư hại này đã được xử lý bằng carbon tetraclorua, và sau này bằng cách xử lý ethylene oxit. Năm 1985, chấm này một lần nữa được xử lý bằng carbon tetrachloride như một biện pháp phòng ngừa.

#### Trưng bày
Ngày 6 tháng 4 năm 2005—sau một giai đoạn bảo dưỡng, ghi chép và phân tích—bức tranh được chuyển tới một vị trí mới trong Salle des États (Phòng các Quốc gia) tại Bảo tàng. Nó được trưng bày trong một không gian kín, có điều hoà nhiệt độ, được xây dựng đặc biệt sau một lớp kính chống đạn. Khoảng 6 triệu người tới ngắm bức tranh tại bảo tàng Louvre hàng năm.

## Danh tiếng

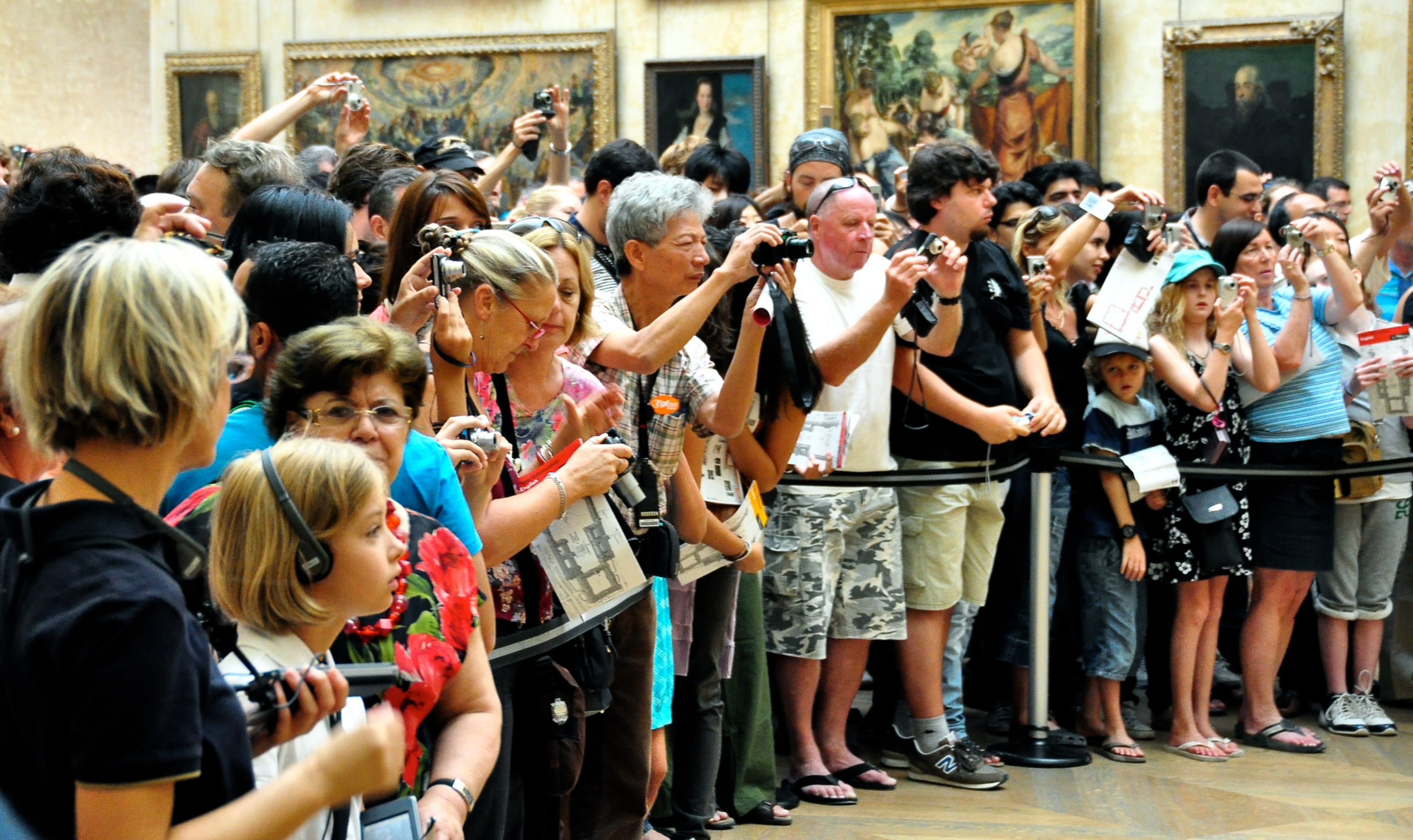
Đám đông trước bức hoạ Mona Lisa tại bảo tàng Louvre

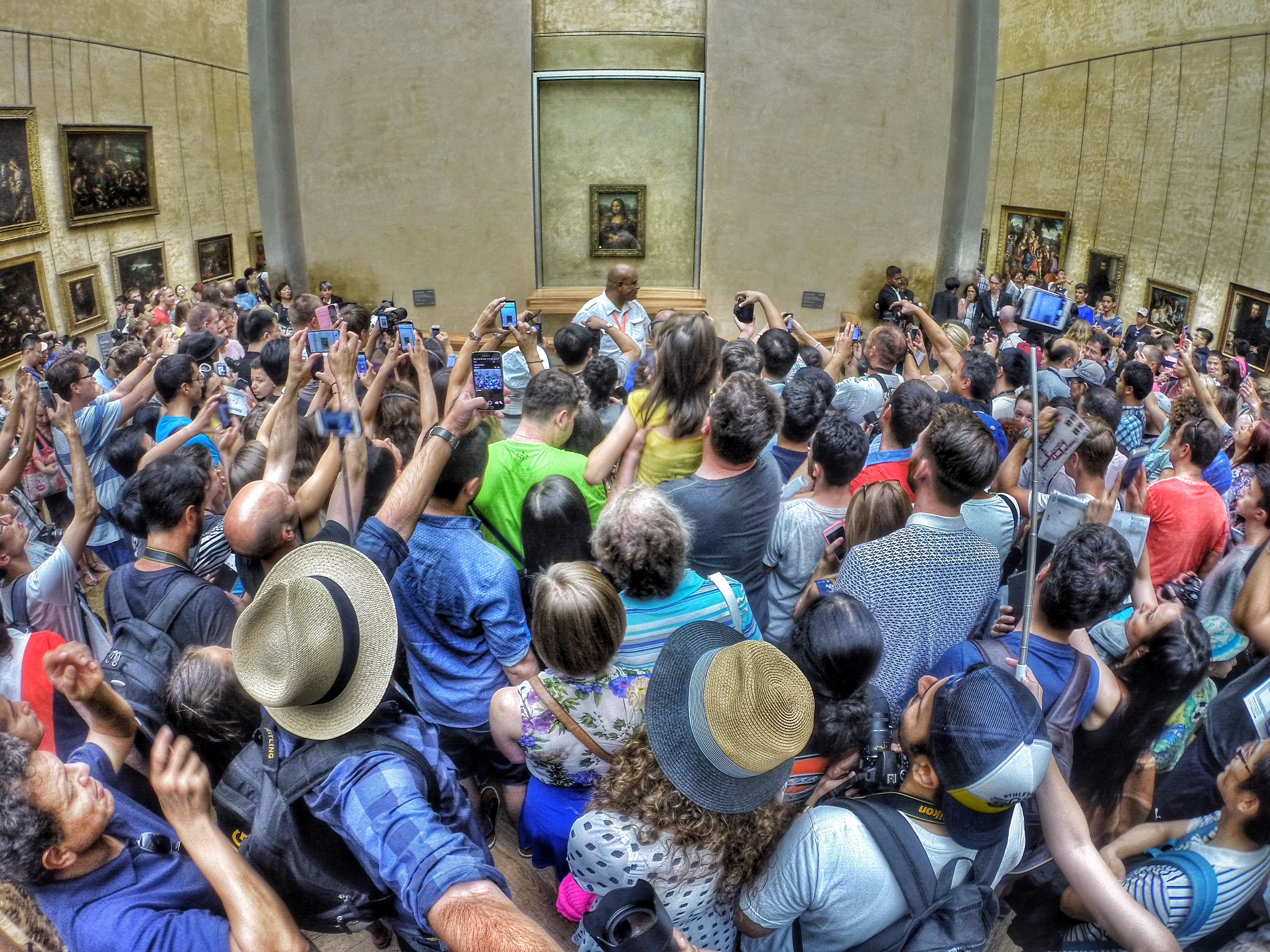
Đám đông trước bức hoạ Mona Lisa tại bảo tàng Louvre

Nhà sử học Donald Sassoon đã sắp xếp sự tăng trưởng danh tiếng của bức tranh. Hồi giữa những năm 1800, Théophile Gautier và các nhà thơ lãng mạn đã có thể viết về Mona Lisa như một femme fatale (người đàn bà gây tai hoạ) bởi Lisa là một người bình thường. Mona Lisa "…là một cuốn sách mở mà trong đó mỗi người có thể đọc thấy điều mình muốn; có thể bởi bà không phải là một hình ảnh tôn giáo; và, có thể, bởi những người có cái nhìn có tính chất văn học chủ yếu là nam giới những người coi bà là hiện thân của nguồn vui bất tận của đàn ông." Trong thế kỷ 20, bức tranh đã bị đánh cắp, một vật thể để sao chép hàng loạt, buôn bán, đả kích và suy đoán, và đã được sao chép lại trong "300 bức tranh và 2,000 quảng cáo". Đối tượng bị miêu tả là điếc, đang để tang, móm, một "gái điếm hạng sang", người tình của nhiều người, một sự phản ánh chứng loạn thần kinh của các nghệ sĩ, và một nạn nhân của bệnh giang mai, nhiễm trùng, liệt, mất cảm giác, cholesterol hay đau răng. Giới học giả cũng như những suy đoán không chuyên đã gắn cái tên Lisa với ít nhất bốn bức hoạ khác nhau và danh tính của người mẫu cho ít nhất mười người khác nhau.
Khách tham quan nói chung mất khoảng 15 giây để ngắm Mona Lisa.
Cho tới thế kỷ 20, Mona Lisa là một trong nhiều tác phẩm và chắc chắn không phải là "bức tranh nổi tiếng nhất" thế giới như hiện tại. Trong số những tác phẩm tại Louvre, năm 1852 giá trị thị trường của nó là 90,000 franc so với các tác phẩm của Raphael có giá lên tới 600,000 franc. Năm 1878, cuốn hướng dẫn Baedeker gọi nó là "tác phẩm được chào đón nhiều nhất của Leonardo tại Louvre". Từ năm 1851 tới năm 1880, các nghệ sĩ tới thăm Louvre đã sao chép Mona Lisa chỉ khoảng bằng một nửa số lần so với các tác phẩm của Bartolomé Esteban Murillo, Antonio da Correggio, Paolo Veronese, Titian, Jean-Baptiste Greuze và Pierre Paul Prud'hon.
Từ tháng 12 năm 1962 tới tháng 3 năm 1963, chính phủ Pháp đã cho Hoa Kỳ mượn bức tranh để trưng bày tại Thành phố New York và Washington D.C.. Năm 1974, bức tranh được triển lãm tại Tokyo và Moskva.
Trước chuyến đi tháng 3 năm 1962, bức tranh đã được ước định giá, để bảo hiểm, ở mức $100 triệu; cuối cùng bảo hiểm không được mua, thay vào đó mọi người chi thêm tiền cho an ninh. Là một bức tranh đắt giá, chỉ gần đây nó mới bị vượt giá trị, theo giá dollar hiện thời, bởi ba bức tranh khác: bức Portrait of Adele Bloch-Bauer I của Gustav Klimt, được bán với giá $135 triệu, bức Woman III của Willem de Kooning được bán với giá $138 triệu tháng 11 năm 2006, và bức No. 5, 1948 của Jackson Pollock được bán với giá kỷ lục $140 triệu tháng 11 năm 2006. Dù những con số này cao hơn con số định giá năm 1962 của Mona Lisa, việc so sánh chưa tính tới thay đổi về giá bởi lạm phát - $100 triệu năm 1962 tương đương xấp xỉ $700 triệu năm 2009 khi tính bù lạm phát theo Chỉ số Giá Tiêu dùng Mỹ.

## Suy đoán về bức tranh
Mặc dù người mẫu theo truyền thống đã được xác định là Lisa del Giocondo, nhưng sự thiếu hụt một bằng chứng xác thực từ lâu đã khởi nguồn cho nhiều giả thuyết khác, gồm cả khả năng rằng da Vinci đã sử dụng chính chân dung của mình. Các khía cạnh khác của bức tranh từng là chủ đề suy đoán là kích cỡ gốc của nó, nó có phải bản gốc không, tại sao nó được vẽ, và nhiều lời giải thích bằng cách nào có thể tạo ra một nụ cười bí ẩn như vậy.

## Di sản
Giới nghệ thuật tiên phong đã lưu ý tới sự nổi tiếng không thể bác bỏ của Mona Lisa. Vì vị thế quá nổi bật của bức tranh, những thành viên trường phái Dada và siêu thực thường tạo ra những hình thức chuyển đổi và biếm hoạ. Ngay từ năm 1883, một bức Mona Lisa hút tẩu thuốc đã được trưng bày tại "Incoherents" ở Paris. Năm 1919, Marcel Duchamp, một trong những thành viên có ảnh hưởng nhất của trường phái Dada, đã tạo ra L.H.O.O.Q., một bức tranh nhại Mona Lisa được làm bằng cách vẽ thêm lên một bức tranh chép rẻ tiền một bộ ria mép và một chòm râu dê, cũng như thêm vào đoạn ghi chú thô lỗ, khi đọc tho trong tiếng Pháp có âm kiểu "Elle a chaud au cul" (dịch "bà ta bị nóng đít". Đây là một cách ám chỉ người phụ nữ trong tranh đang ở tình trạng kích động tình dục và sẵn sàng quan hệ). Đây tạo ra như một trò đùa có chủ định kiểu Freud, ám chỉ tới lời đồn đại về sự đồng tính của da Vinci. Theo Rhonda R. Shearer, bức tranh nhái thực thế là một bản chép dựa một phần trên chính khuôn mặt của Duchamp.
Salvador Dalí, nổi tiếng về tác phẩm siêu thực của mình, đã vẽ Self portrait as Mona Lisa năm 1954. Năm 1963 sau khi bức tranh được đưa tới triển lãm tại Hoa Kỳ, Andy Warhol đã tạo ra những bản in lụa của nhiều Mona Lisa gọi là Thirty are Better than One (Ba mươi tốt hơn một), giống các tác phẩm của ông với Marilyn Monroe (Twenty-five Colored Marilyns, 1962), Elvis Presley (1964) và Campbell's soup (1961–1962).

## Tư liệu tham khảo
- Bartz, Gabriele (2006), Louvre, Art and Architecture, 3C Publishing, ISBN 3-8331-1943-8[liên kết hỏng]
- Farago, Claire J. (1999), Leonardo's Projects, C. 1500-1519, Taylor and Francis, ISBN 0815329350
- Kemp, Martin (2006), Leonardo Da Vinci: The Marvellous Works of Nature And Man, Oxford University Press, ISBN 0-1928-0725-0
- Littlefield, Walter (1914). "The Two "Mona Lisas"". The Century: a popular quarterly. Quyển 87. Scribner & Co.
- Turudich, Daniela (2003), Plucked, Shaved & Braided: Medieval and Renaissance Beauty and Grooming Practices 1000–1600, Streamline Press, ISBN 193006408X[liên kết hỏng]
- Vasari, Giorgio (1879) [1550], Le vite de' più eccellenti pittori, scultori ed architettori , Florence: G.C. Sansoni
- Wilson, Colin (2000), The Mammoth Encyclopedia of the Unsolved, Carroll & Graf Publishers, ISBN 0-7867-0793-3[liên kết hỏng]